# Fernando Romão da Costa de Ataíde e Teive de Sousa Coutinho
Fernando Romão da Costa de Ataíde e Teive de Sousa Coutinho (Viseu, Sé, 25 de Novembro de 1775 – Lisboa, 21 de Junho de 1835), 15.º Senhor de Baião, foi um nobre, militar e maçon português.

## Família
Filho de Fernando da Costa de Ataíde e Teive de Sousa Coutinho, o Maquinês, 14.º Senhor de Baião e do Morgado da Ribeira Brava, na Ilha da Madeira, Governador do Pará, Governador do Maranhão e Governador das Armas do Alentejo, e de sua mulher Francisca Antónia de Mendonça.

## Biografia
Sucedeu a seu pai e foi 15.º Senhor de Baião e do Morgado da Ribeira Brava, na Ilha da Madeira, Fidalgo da Casa Real e grande Proprietário.
Oficial de Infantaria do Exército, Cadete em 1792, atingiu o posto de Tenente-Coronel em 1809, demitindo-se em 1811.
Liberal, em 1808 torna-se 1.º Grande Vigilante do Grande Oriente Lusitano e Membro do Conselho Conservador desse ano. Ocupa o cargo de 3.º Grão-Mestre do Grande Oriente Lusitano de 1809 a 1814?/1815?. Em 1817, indigitado Governador do Maranhão, é impedido por informação policial do seu vínculo à Maçonaria.

## Casamento
Casou com Maria Inês Antónia de Albuquerque.